# Фахіта
Фахіта, деколи фахітас або фахітос (ісп. fajita) — термін кухні текс-мекс, зазвичай стосується будь-якого грильованого м'яса, що подається у вигляді тако на пшеничній чи кукурудзяній тортильї. Початково термін позначав відруб яловичини, який використовували у такій страві, як скірт-стейк.

## Історія

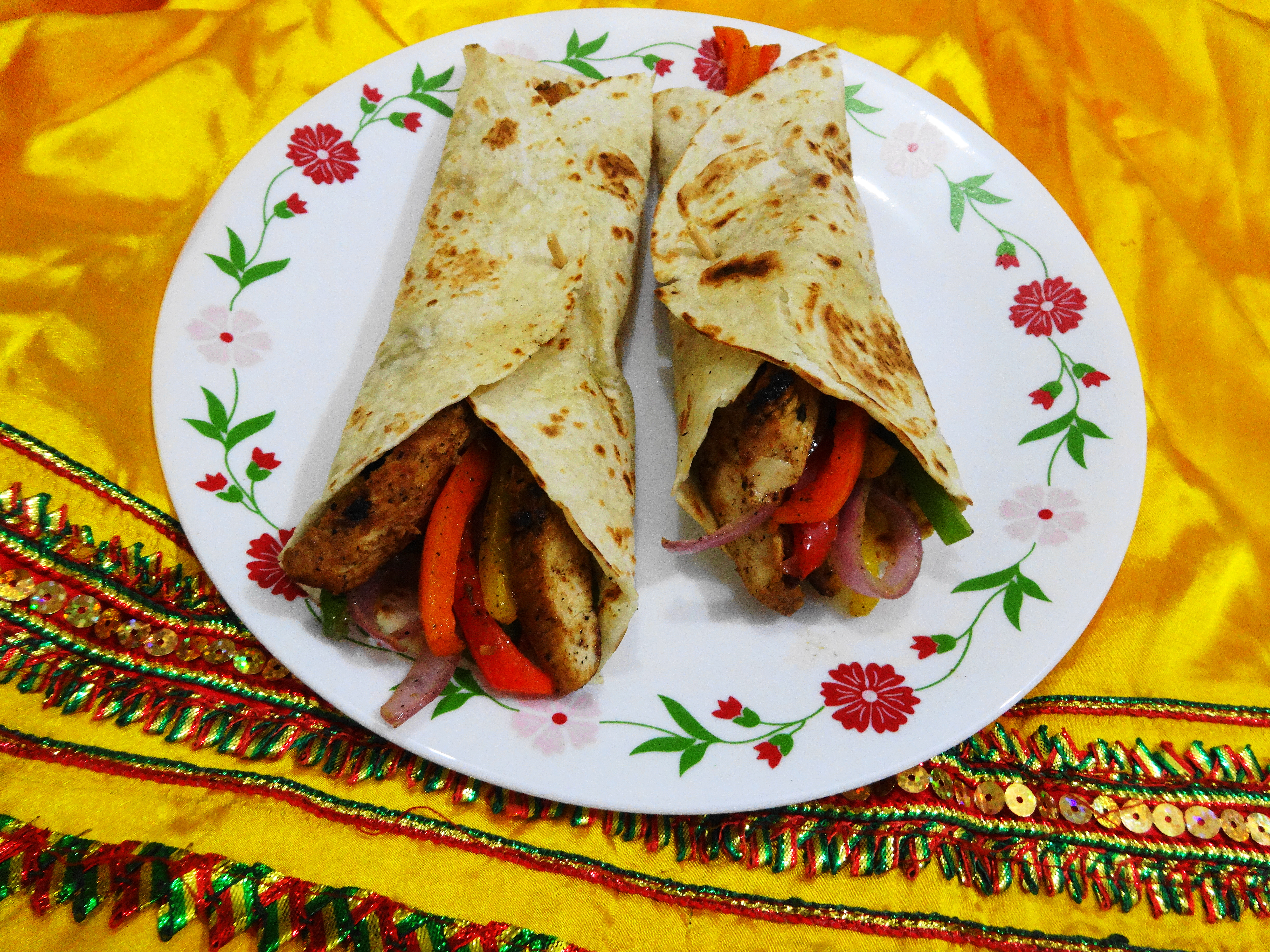
Фахіта-врепи

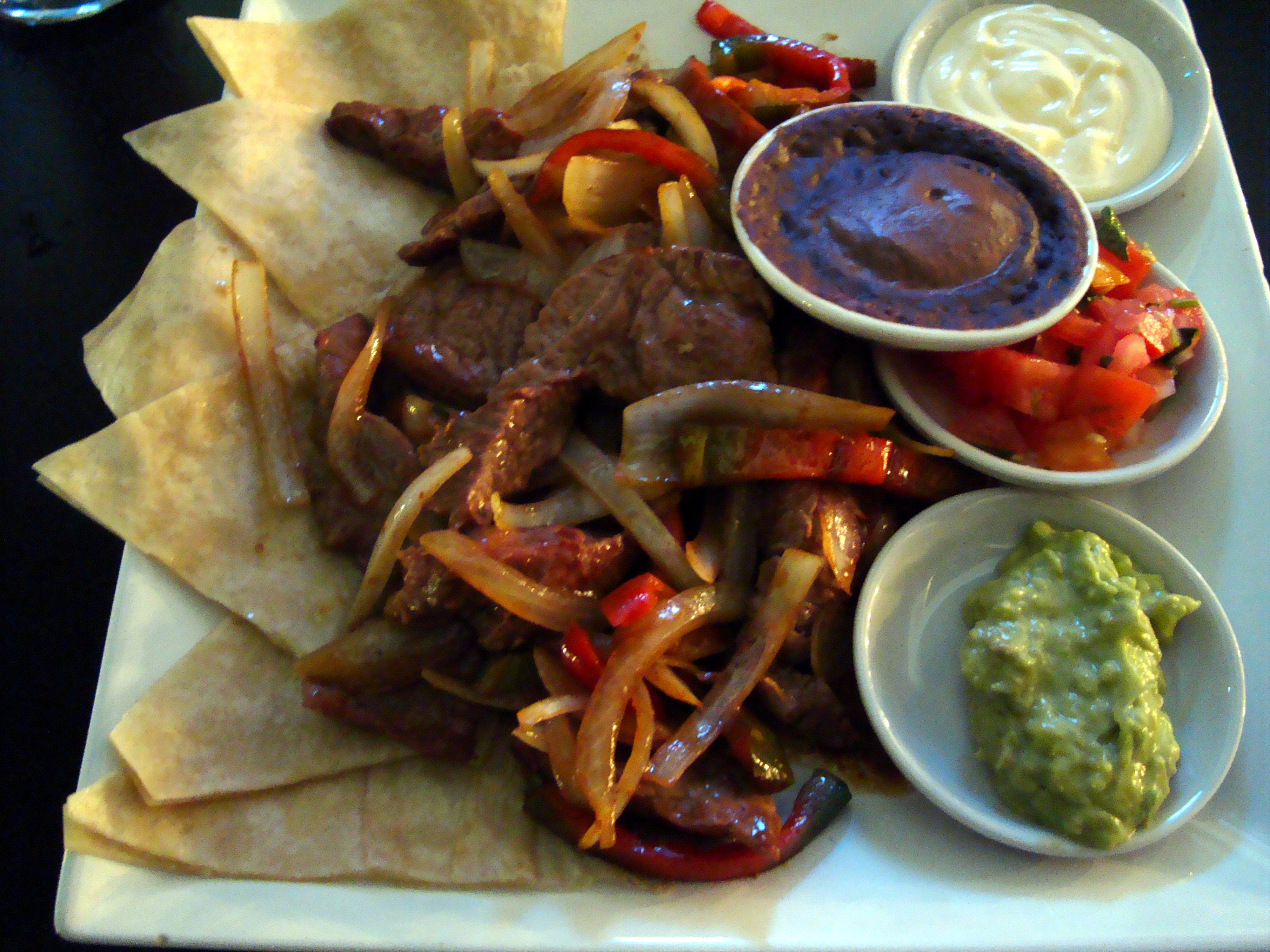
Яловичий фахіта у Сан-Хосе (Коста-Рика)

Fajita є техасько-мексиканським зменшувальним терміном для маленьких смужок м'яса з відрубу яловичої пашини, найпоширенішої частини для приготування фахіта. Згідно з Оксфордським словником, невідомо, чи слово fajita з'являлося в друкованих виданнях до 1971 року (іспанською слово faja означає «смужка» або «пояс», від латинського fascia, «пов'язка»). Хоча fajita початково стосувалось цих смужок яловичої пашини, сучасні фахіта готують з різноманітними начинками.

## Популярність
Перше кулінарне свідчення про фахіта з відрубом м'яса, методом приготування (безпосередньо на багатті чи грилі) та іспанським прізвиськом датується 1930 роками та стосується фермерських угідь південного та західного Техасу. Під час згону худоби, корів регулярно забивали, аби нагодувати працівників. Непотріб на кшталт голови, тельбухів, шкури, та м'ясні обрізки, як-от пашину, віддавали мексиканським ковбоям як частину платні. Внаслідок цієї практики виникли такі страви, як барбакоа де кабеза (голова барбекю), менудо (стью з тельбухів) та фахіта чи аррачерас (грильований стейк з пашини). Беручи до уваги обмежену кількість пашини з однієї тварини та той факт, що м'ясо не було доступне у продажу, традиція фахіта залишалась суто регіональною та відносно невідомою ще багато років; про неї знали хіба мексиканські ковбої, м'ясники та їхні родини.
Цей вид їжі популяризували різні підприємства, як-от ресторан мексиканської кухні Ninfa's у Х'юстоні, готельна корпорація Hyatt в Остіні, та численні ресторани Сан-Антоніо. У південній Аризоні термін був відомим лише як позначення відрубу м'яса аж до 1990-х років, коли мексиканські ресторани фаст-фуду почали використовувати його у своїй рекламній діяльності. Останнім часом фахіта набув популярності як у повсякденних їдальнях, так і в домашньому приготуванні.
У багатьох ресторанах м'ясо фахіта подають до столу голосно шиплячим на металевій сковороді з тортильями та приправами.